# دهستان پیرکوه
دهستان پیرکوه نام دهستانی در بخش دیلمان شهرستان سیاهکل، استان گیلان در ایران است. براساس سرشماری مرکز آمار ایران در سال ۱۳۹۵، جمعیت آن ۳٬۵۹۸ نفر (۱۲۴۲ خانوار) بوده‌است.